# Gliese 246
Gliese 246 (GJ 246) es una enana blanca de magnitud aparente +12,08.
Encuadrada en la constelación de Auriga, se localiza 3,5º al norte de θ Geminorum.
Se encuentra a 49 años luz del sistema solar.
Gliese 246 tiene tipo espectral DA2.4, estando su atmósfera compuesta fundamentalmente de hidrógeno.
La temperatura efectiva de este remanente estelar es muy elevada, entre 21.060 y 22.288 K.
Como las enanas blancas no generan energía por fusión nuclear, sino que radian al exterior el exceso de calor a un ritmo constante, con el tiempo su temperatura superficial va descendiendo; Gliese 246, aún muy caliente, tiene una edad estimada —como remanente estelar— de solo 81 millones de años.
De hecho, entre las enanas blancas a menos de 20 pársecs del sistema solar, solo hay dos con una menor antigüedad; Sirio B, la enana blanca más cercana a nosotros, es unos 40 millones de años más antigua.
Asimismo, la luminosidad de estos objetos decrece con el tiempo, siendo la luminosidad de Gliese 246 equivalente al 3,3 % de la luminosidad solar.
La estrella de Van Maanen —la enana blanca solitaria más próxima al Sol— es unas 200 veces menos luminosa que ella.
Gliese 246 posee una masa de 0,69 masas solares, igual a la de la citada estrella de Van Maanen, mucho más antigua que ella.
La velocidad de rotación proyectada de Gliese 246 es de 10 km/s.